# 芹が谷
芹が谷（せりがや）は、横浜市港南区の地名。ここでは東部に隣接する東芹が谷（ひがしせりがや）についても述べる。現行行政地名は芹が谷一丁目から芹が谷五丁目と東芹が谷。住居表示は芹が谷と東芹が谷共に実施済み区域。

## 地理
港南区の北部に位置し、東側は南区、西側は戸塚区と接している。
元来は農村地帯であったが、1950年代後半から宅地開発が始まり、現在では住宅街が広がっている。
町の東西に汐見台平戸線が横断しており、沿道には商店街、コンビニエンスストア、スーパーマーケット、ドラッグストアなどの店舗が点在している。駅から遠い地域ということもあり路線バスが高頻度に運行されており、3丁目の芹が谷バス停には折返場（詰所）が設けられている。

### 面積
面積は以下の通りである。
| 丁目・町丁   | 面積（km²） |
| ------------ | ----------- |
| 芹が谷一丁目 | 0.231       |
| 芹が谷二丁目 | 0.331       |
| 芹が谷三丁目 | 0.136       |
| 芹が谷四丁目 | 0.227       |
| 芹が谷五丁目 | 0.339       |
| 計           | 1.264       |
| 東芹が谷     | 0.162       |

### 地価
住宅地の地価は、2025年（令和7年）1月1日の公示地価によれば、芹が谷4-9-26の地点で14万7000円/m²、芹が谷3-21-17の地点で15万円/m²となっている。

## 歴史

### 沿革
古くは相模国鎌倉郡永谷村の一部で、1889年（明治22年）4月1日に上野庭村、下野庭村および平戸村飛地と合併、永野村の一部となる。1936年（昭和11年）10月1日に横浜市に編入、中区の一部となる。1943年（昭和18年）12月1日に分区により南区に編入、1969年（昭和44年）10月1日に港南区に編入された。
1978年（昭和53年）7月31日に住居表示の施行に伴い、下永谷町から芹が谷一丁目～五丁目が新設。地名は小字から採った。また、1983年（昭和58年）8月8日に住居表示の施行に伴い、芹が谷五丁目の東部に隣接する下永谷町の地域に東芹が谷が新設された。
港南区下永谷第一次地区　1978年7月31日、下永谷町の一部より、芹が谷一丁目1番～五丁目35番までを新設
港南区下永谷第二次地区　1983年8月8日、下永谷町の一部より、東芹が谷を新設
港南区下永谷第三次地区　1990年7月9日、下永谷町の一部より、芹が谷五丁目36番～60番を追加
旧下永谷町字芹ヶ谷＝芹が谷一丁目～四丁目の一部・東芹が谷
旧下永谷町字渡戸＝芹が谷四丁目の一部・東永谷一丁目～三丁目
旧下永谷町字角田＝芹が谷五丁目・下永谷一丁目の一部

## 世帯数と人口

### 芹が谷
2025年（令和7年）6月30日現在（横浜市発表）の世帯数と人口は以下の通りである。
| 丁目         | 世帯数    | 人口     |
| ------------ | --------- | -------- |
| 芹が谷一丁目 | 1,585世帯 | 3,148人  |
| 芹が谷二丁目 | 1,347世帯 | 2,908人  |
| 芹が谷三丁目 | 725世帯   | 1,429人  |
| 芹が谷四丁目 | 1,122世帯 | 2,371人  |
| 芹が谷五丁目 | 1,955世帯 | 4,141人  |
| 計           | 6,734世帯 | 13,997人 |

#### 人口の変遷
国勢調査による人口の推移。
| 年                 | 人口   |
| ------------------ | ------ |
| 1995年（平成7年）  | 16,848 |
| 2000年（平成12年） | 16,406 |
| 2005年（平成17年） | 15,859 |
| 2010年（平成22年） | 15,060 |
| 2015年（平成27年） | 14,171 |
| 2020年（令和2年）  | 13,950 |

#### 世帯数の変遷
国勢調査による世帯数の推移。
| 年                 | 世帯数 |
| ------------------ | ------ |
| 1995年（平成7年）  | 5,434  |
| 2000年（平成12年） | 5,607  |
| 2005年（平成17年） | 5,609  |
| 2010年（平成22年） | 5,726  |
| 2015年（平成27年） | 5,680  |
| 2020年（令和2年）  | 5,864  |

### 東芹が谷
2025年（令和7年）6月30日現在（横浜市発表）の世帯数と人口は以下の通りである。
| 町丁     | 世帯数    | 人口    |
| -------- | --------- | ------- |
| 東芹が谷 | 1,174世帯 | 2,474人 |

#### 人口の変遷
国勢調査による人口の推移。
| 年                 | 人口  |
| ------------------ | ----- |
| 1995年（平成7年）  | 2,888 |
| 2000年（平成12年） | 3,069 |
| 2005年（平成17年） | 2,936 |
| 2010年（平成22年） | 2,781 |
| 2015年（平成27年） | 2,646 |
| 2020年（令和2年）  | 2,557 |

#### 世帯数の変遷
国勢調査による世帯数の推移。
| 年                 | 世帯数 |
| ------------------ | ------ |
| 1995年（平成7年）  | 904    |
| 2000年（平成12年） | 1,021  |
| 2005年（平成17年） | 1,018  |
| 2010年（平成22年） | 1,030  |
| 2015年（平成27年） | 1,023  |
| 2020年（令和2年）  | 1,074  |

## 学区
市立小・中学校に通う場合、学区は以下の通りとなる（2024年11月時点）。
| 丁目・町丁   | 番地                               | 小学校                 | 中学校               |
| ------------ | ---------------------------------- | ---------------------- | -------------------- |
| 芹が谷一丁目 | 全域                               | 横浜市立芹が谷小学校   | 横浜市立芹が谷中学校 |
| 芹が谷二丁目 | 1〜19番 23〜27番                   | 横浜市立芹が谷小学校   | 横浜市立芹が谷中学校 |
| 芹が谷二丁目 | 20〜22番                           | 横浜市立芹が谷南小学校 | 横浜市立芹が谷中学校 |
| 芹が谷三丁目 | 全域                               | 横浜市立芹が谷小学校   | 横浜市立芹が谷中学校 |
| 芹が谷四丁目 | 全域                               | 横浜市立芹が谷南小学校 | 横浜市立芹が谷中学校 |
| 芹が谷五丁目 | 1〜4番 26番〜48番6号 48番8号〜60番 | 横浜市立芹が谷南小学校 | 横浜市立芹が谷中学校 |
| 芹が谷五丁目 | 5〜25番                            | 横浜市立芹が谷南小学校 | 横浜市立上永谷中学校 |
| 芹が谷五丁目 | 48番7号                            | 横浜市立永谷小学校     | 横浜市立上永谷中学校 |
| 東芹が谷     | 1番〜2番1号 2番24号〜27番          | 横浜市立芹が谷小学校   | 横浜市立芹が谷中学校 |
| 東芹が谷     | 2番2〜23号                         | 横浜市立下永谷小学校   | 横浜市立東永谷中学校 |

## 事業所
2021年（令和3年）現在の経済センサス調査による事業所数と従業員数は以下の通りである。
| 丁目         | 事業所数  | 従業員数 |
| ------------ | --------- | -------- |
| 芹が谷一丁目 | 81事業所  | 420人    |
| 芹が谷二丁目 | 59事業所  | 1,121人  |
| 芹が谷三丁目 | 47事業所  | 303人    |
| 芹が谷四丁目 | 57事業所  | 266人    |
| 芹が谷五丁目 | 72事業所  | 658人    |
| 計           | 316事業所 | 2,768人  |
|              |           |          |
| 東芹が谷     | 42事業所  | 225人    |

### 事業者数の変遷
経済センサスによる事業所数の推移。なお、芹が谷と東芹が谷の合算数とする。
| 年                 | 事業者数 |
| ------------------ | -------- |
| 2016年（平成28年） | 329      |
| 2021年（令和3年）  | 358      |

### 従業員数の変遷
経済センサスによる従業員数の推移。なお、芹が谷と東芹が谷の合算数とする。
| 年                 | 従業員数 |
| ------------------ | -------- |
| 2016年（平成28年） | 2,630    |
| 2021年（令和3年）  | 2,993    |

## 施設
- 神奈川中央交通舞岡営業所芹が谷詰所
- 極楽湯横浜芹が谷店
- 横浜芹が谷郵便局・横浜芹が谷一郵便局
- 神奈川銀行芹ヶ谷支店
- 横浜信用金庫芹が谷支店
- 神奈川県立精神医療センター
- 芹が谷クリニックビル
- 芹が谷銀座商店街(せりぎんタウン)
- セブンイレブン横浜東芹が谷店
- ローソン芹が谷四丁目店・新東芹が谷店
- ファミリーマート秋元芹が谷店
- フジ芹が谷店
- 業務スーパー芹が谷店
- 生活協同組合ユーコープ芹が谷店
- スーパー生鮮館TAIGA芹が谷店
- ジョナサン横浜芹が谷店

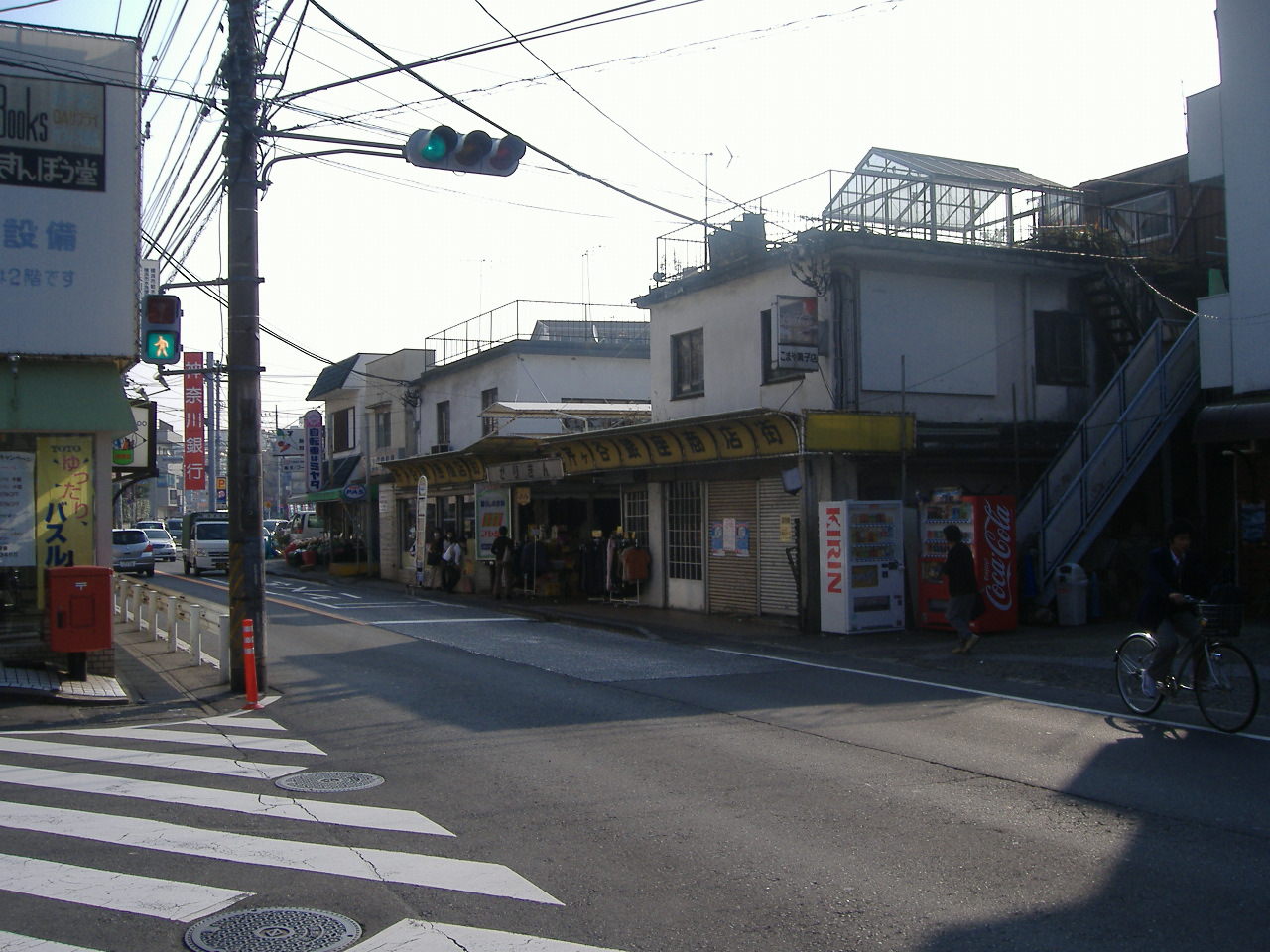
せりぎんタウン付近

- クリエイトエス・ディー港南芹が谷店・別所インター店
- ヤマト運輸芹が谷センター
- 横浜市立芹が谷小学校
- 横浜市立芹が谷南小学校
- 横浜市立芹が谷中学校

## 路線バス
神奈川中央交通のバスが発着する。かつては横浜市営バスと共同運行していたが、神奈川中央交通への移譲に伴い、2006年3月までに順次に廃止された。芹が谷バス停にある詰所は元来横浜市営バスが使用していたが、移譲後は神奈川中央交通が使用している。現在、最戸町経由上大岡駅行が1日を通じて高頻度に運行されており、特に芹が谷～上大岡駅間においては平日7時台には20本（2〜4分間隔）運行している。芹が谷地区のバス停留所は、平戸第486号線沿いに「芹が谷山谷」・「芹が谷」・「せりぎんタウン」・「芹が谷団地前」・「永谷地区センター前（東戸塚・下永谷方面のみ停車）」、渡戸・上永谷方面に抜ける東50系統単独の停留所に「澁谷台」・「浩南台」がある。
以下には詰所がある芹が谷バス停から発着する系統を示す。
芹が谷バス停から発着する系統
- 東方面
  - <30・71・203・港95>上大岡駅行（最戸町経由）※港95は平日1本のみ
- 西方面
  - <30>上大岡駅行（上永谷駅経由）
  - <71>上大岡駅行（南高校経由）
  - <77>横浜駅東口行（保土ヶ谷駅経由）
  - <203>東戸塚駅行
  - <上96>不動坂 ※深夜バスのみ

このほか、浩南台・澁谷台・せりぎんタウン・芹が谷団地前からは<東50>系統（東戸塚駅〜美晴台〜上永谷駅）が利用可能である。
バス停名は、2007年4月1日、「芹ヶ谷山谷」「芹ヶ谷」「芹ヶ谷団地前」から「芹が谷山谷」「芹が谷」「芹が谷団地前」に変更された。

## 地名の由来
地名研究で「セリ」は「崖（がけ）地」を意味するという。
古くは、「下永谷町芹ヶ谷」と、「ヶ」の表記だったが、1967年（昭和42年）横浜市立芹が谷小学校の開校当時、小学校学習指導要領（昭和33年改訂）により、小学1年生国語について、「かたかなの指導は，ひらがなの読み書きがだいたいできるようになって後，日常普通に用いられている，かたかな書きのことばの読みを中心にして行う。」との指導上の留意事項により、「横浜市立芹が谷小学校」となり、それに続き、1973年（昭和48年）横浜市立芹が谷南小学校、1977年（昭和52年）横浜市立芹が谷中学校の開校時にも、「が」が使用されたことなどから、1978年（昭和53年）、住居表示の実施で「芹が谷」となった。

## その他

### 日本郵便
- 集配担当する郵便局と郵便番号は以下の通りである[22]）。

| 町丁     | 郵便番号 | 郵便局     |
| -------- | -------- | ---------- |
| 芹が谷   | 233-0006 | 港南郵便局 |
| 東芹が谷 | 233-0005 | 港南郵便局 |

### 警察
町内の警察の管轄区域は以下の通りである。
| 丁目         | 番・番地等 | 警察署     | 交番・駐在所 |
| ------------ | ---------- | ---------- | ------------ |
| 芹が谷一丁目 | 全域       | 港南警察署 | 芹が谷交番   |
| 芹が谷二丁目 | 全域       | 港南警察署 | 芹が谷交番   |
| 芹が谷三丁目 | 全域       | 港南警察署 | 芹が谷交番   |
| 芹が谷四丁目 | 全域       | 港南警察署 | 芹が谷交番   |
| 芹が谷五丁目 | 全域       | 港南警察署 | 芹が谷交番   |
| 東芹が谷     | 全域       | 港南警察署 | 芹が谷交番   |

## 参考資料
- “横浜市町区域要覧” (PDF).   横浜市市民局 (2016年6月). 2023年6月6日閲覧。 “横浜市町区域要覧”